# Peter Drey

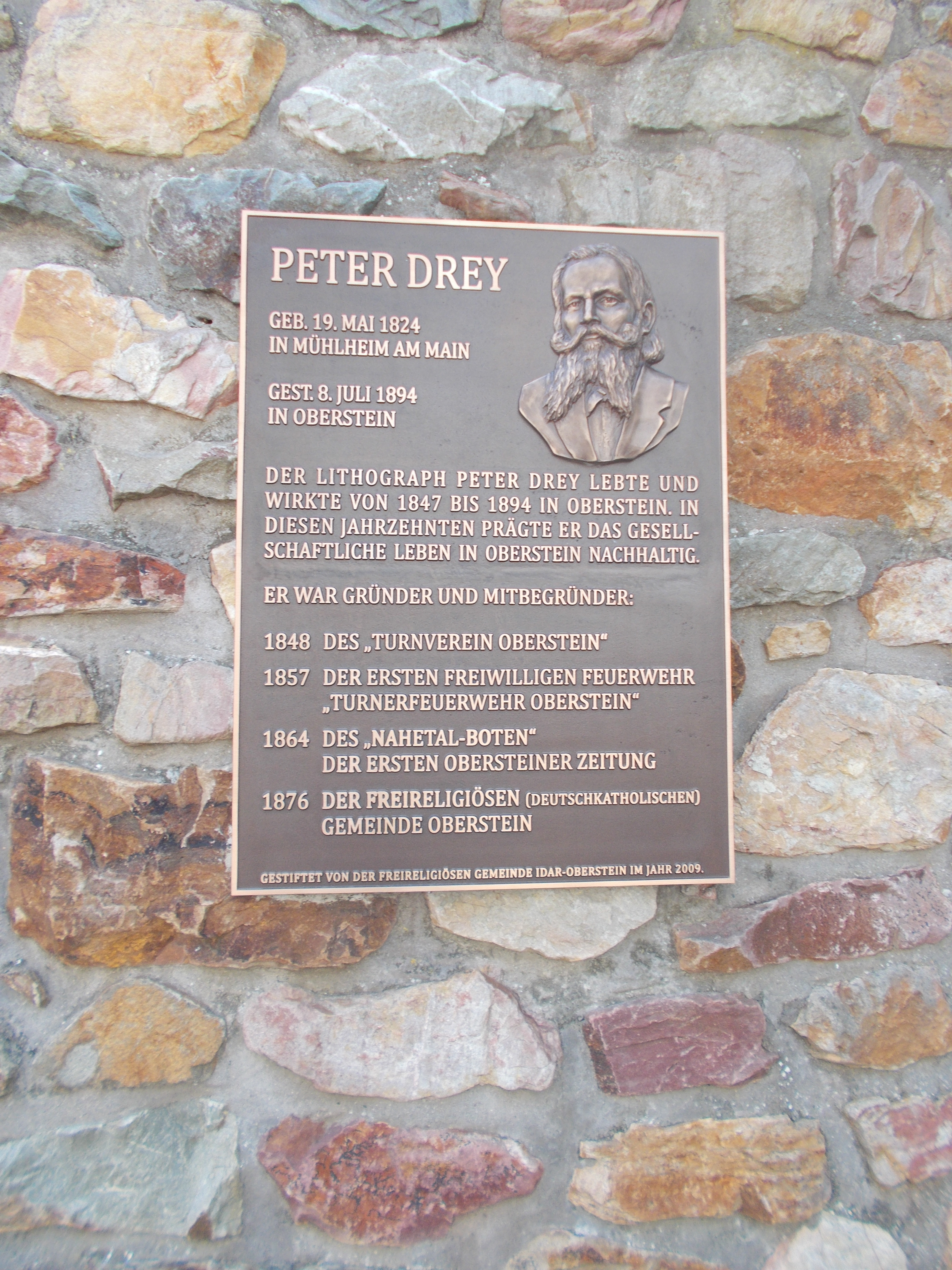
Gedenktafel an der Peter-Drey-Brücke

Peter Drey (* 10. Mai oder 19. Mai 1824 in Mühlheim am Main als Peter Trei; † 8. Juli 1894 in Oberstein, heute Idar-Oberstein) war ein deutscher Lithograf und Gründervater. Er begründete unter anderem auch den Obersteiner Turnverein.

## Leben
Nach seiner Ausbildung zum Steindrucker zog Drey nach Idar-Oberstein. Dort arbeitete er in der Druckerei Peter Danner.
Im März 1848 gründete Drey zusammen mit Jacob Danner den Obersteiner Turnverein. Am 19. September desselben Jahres wurde er auf dem Römerberg in Frankfurt am Main einen Tag nach dem von preußischen Truppen bekämpften Volksaufstand verhaftet. Zunächst war er in Frankfurt inhaftiert, danach auf der Mainzer Zitadelle. In der Folge wurde er durch Peter Danner fristlos gekündigt, aber durch Mitglieder der Turnvereine in Oberstein, Idar und Kreuznach daraufhin finanziell unterstützt. 1849 wurde er schließlich aus der Haft entlassen. Ab da war Drey als selbstständiger Lithograf tätig und änderte die Schreibweise seines Namens von „Trei“ in „Drey“.
Am 7. April 1850 stellte Drey einen Antrag auf Bürgerrecht, der elf Tage später von der Großherzoglichen Oldenburgischen Regierung in Birkenfeld genehmigt wurde. Am 30. April heiratete er schließlich die acht Jahre ältere, evangelische Putzmacherin Luise Leyser. Beide sind seit ihrer Heirat deutschkatholisch, da Drey Mitglied in der Deutschkatholischen Gemeinde Offenbach am Main ist. Die Familie Dreys führt fortan auch einen Spielwarenladen in der Hauptstraße 411 in Oberstein. 1852 und 1854 bekamen sie die Kinder Emma Guta Hedwig und Karl Hermann geboren. Die Ehefrau starb 1888.
Im Sommer desselben Jahres besucht Carl Schurz auf der Durchreise nach Trier die Familie heimlich und erhielt dort Unterschlupf während der revolutionären Unruhen. Drey besorgt für dessen Pass (mit Falschnamen Heribert Jüssen) einen Stempel bei seinem Schwager, dem Gerichtsbeamten Johann Jakob Leyser.
1857 gründete Drey mit anderen Mitgliedern des Obersteiner Turnvereins die lokale Freiwillige Feuerwehr. Drey wird Feuerwehrhauptmann. 1859 schließt er am 8. Mai einen Geschäftsvertrag mit Jakob Danner zur gemeinsamen Gründung einer lithographischen Anstalt in Oberstein. Danner stirbt jedoch bereits zwei Jahre später am 1. Oktober. Daraufhin zahlt Drey bis 1865 alle Einlagen an Danners Witwe zurück.
Am 31. Mai 1864 wird Drey die Genehmigung zum Druck und zur Herausgabe der Wochenzeitung Nahethal-Bote, der ersten Lokalzeitung in Oberstein, erteilt. 1865 verkaufte er die Mehrheitsanteile an der Zeitung an den Veitsrodter Drucker Julius Hehner. Später wird diese jedoch in der Druckerei Josef Rupp gedruckt, seit 1989 von der Familie Maler Stolz in der Lindenbach.
Drey war auch im Vorstand der „Freisinnigen Partei“ und kandidierte auch zum Oldenburger Landtag. Im Dänisch-Preußischen Krieg startete Drey caritative Hilfsaktionen für die notleidenden Schleswiger. 1866 gab er schließlich den Anstoß zur Gründung der Feuerwehr in Idar. Während des Deutsch-Französischer Krieges organisiert Drey organisierte humanitäre Hilfe für Verwundete.
Am 10. Dezember 1876 gründete er die Deutschkatholisch-freireligiöse Gemeinde Oberstein. Er selbst war Vorsitzender der Religionsgemeinschaft. Er war auch Gastgeber freireligiöser Prediger in Oberstein: Johannes Ronge aus Frankfurt am Main, Johannes Czerski aus Schneidemühl, Gustav Adolph Wislicenus aus Halle/Saale, Carl Voigt aus Offenbach am Main und Georg Schneider aus Mannheim.
Drey starb am 8. Juli 1894 nach langer, schwerer Krankheit. Zahlreiche Bürger und Abordnungen der städtischen und auswärtigen Vereine bildeten einen großen Leichenzug zum Friedhof auf dem Kirchhofshübel.

## Ehrungen
In Idar-Oberstein wurde 2007 die Peter-Drey-Brücke über die Nahe-Hochstraße nach ihm benannt. An der Brücke befindet sich eine Plakette mit wichtigen Lebensdaten.
Nach Drey ist auch ein Crosslauf in Weierbach bei Idar-Oberstein benannt.